# Pandemia de COVID-19 no Togo
Este artigo documenta os impactos da pandemia de coronavírus 2019-2020 no Togo e pode não incluir todas as principais respostas e medidas contemporâneas.

## Linha do tempo
Em 6 de março, as autoridades togolesas anunciaram o primeiro caso de coronavírus, uma mulher togolesa de 42 anos que viajou entre Alemanha, França, Turquia e Benin antes de retornar ao Togo. Nesta data, foi relatado que ela estava sendo tratada isoladamente e que sua condição era estável. Em 10 de março, nenhum outro caso neste país foi relatado.
Em 15 de março, a Federação Togolesa de Futebol cancelou todas a atividades futebolísticas no país, para ajudar a diminuir a contaminação do país com o vírus.
Em 26 de maço, o país registrava 24 casos confirmados.
Em 27 de março, a jornalista Dominique Aliziou, foi a primeira vítima da doença no país.
Em 12 de abril, Togo registrava 76 casos confirmados, 29 pacientes recuperados e 3 mortes.